# IM the Supervisor
IM the Supervisor — пятый студийный альбом израильского психоделик транс дуэта Infected Mushroom, выпущен 10 сентября 2004 года BNE.

## Об альбоме
IM the Supervisor содержит 10 треков и включает в себя хит Cities of the Future.
В интервью 2004 года Infected Mushroom объяснили, что текст «IM the Supervisor» (I'm the supervisor, Give me a taxi number) основан на попытке группы вызвать такси в немецком отеле и споре Амита со служащей отеля. Возник языковой барьер, и она не могла понять его вопрос «Я могу получить номер такси?» В итоге Амит попросил позвать супервайзера, на что последовал ответ: «Я супервайзер!!».
Обложку диска оформил Девид Хо, который так же занимался оформлением дисков Oforia.

## Список композиций
1. «IM the Supervisor» (Aizen/Duvdevani) — 8:34
2. «Ratio Shmatio» (Aizen/Duvdevani) — 6:29
3. «Muse Breaks RMX» (Dagan/Aizen/Duvdevani) — 7:09 (ремикс на одноимённую песню J.Viewz)
4. «Meduzz» (Aizen/Duvdevani) — 6:42
5. «Cities of the Future» (Aizen/Duvdevani) — 6:59
6. «Horus the Chorus» (Aizen/Duvdevani) — 7:39
7. «Frog Machine» (Aizen/Duvdevani) — 6:10
8. «Noon» (Aizen/Duvdevani) — 6:07
9. «Bombat» (Aizen/Duvdevani) — 8:17
10. «Stretched» (Aizen/Duvdevani) — 7:22